# Mayken Verhulst
Mayken Verhulst eller Marie Bessemers, född 1518, död 1599, var en nederländsk konstnär. Hon var miniatyrmålare, temperamålare och akvarellmålare, men var också aktiv som boktryckare. Hon var gift med Pieter van Aelst och utgav hans verk som änka. Hon var en erkänd konstnär, men få av hennes verk har bevarats. 